# Virus de Séoul
Orthohantavirus seoulense
Espèce
formes de rang inférieur
- Seoul virus HR80-39
- Gou virus

Orthohantavirus seoulense, le virus de Séoul (SEOV), est une espèce de hantavirus du genre Orthohantavirus de l'Ancien Monde. Il s'agit d'un virus à ARN trisegmenté monocaténaire de polarité négative, appartenant donc au groupe V de la classification Baltimore. Il est transmis par les rongeurs et est l'un des quatre hantavirus capables de provoquer la fièvre hémorragique avec syndrome rénal (FHSR),.
Le virus de Séoul admet pour hôtes les rats du genre Rattus, principalement Rattus norvegicus, mais parfois aussi Rattus rattus. Les rats sont des porteurs sains, mais les humains peuvent être infectés par contact avec des fluides corporels de rongeurs infectés (sang, salive, urine), exposition à des excréments de rat en aérosol ou morsures de rats infectés. Lorsque la litière ou l'urine des rongeurs est agitée pour une raison quelconque, l'inhalation de particules virales mises en suspension dans l'air peut provoquer une infection chez l'humain. Il n'existe aucune preuve de transmission interhumaine du SEOV, seulement une transmission rongeur-humain.
La première description du virus de Séoul a été faite par Lee Ho-Wang. L'infection ayant été découverte pour la première fois dans un appartement à Séoul, le virus a été nommé d’après cette ville.

## Virologie

### Structure et génome du virus
Le SEOV, comme tous les autres hantavirus, est un virus à ARN monocaténaire à sens négatif. Son génome comporte trois segments différents appelés S (petit), M (moyen) et L (grand). Le virus est pléomorphe, ayant diverses formes, mais est souvent considéré comme sphérique, avec ses deux glycoprotéines de surface disposées en rangées. À l'intérieur de cette sphère, les trois segments d'ARN sont disposés en cercles, recouverts de la protéine N (nucléocapside) du virus et attachés à la protéine L. Les extrémités 5' et 3' des segments du génome correspondent.

### Protéines virales
Il existe quatre protéines virales majeures, les deux glycoprotéines de surface (Gn et Gc), la protéine de nucléocapside (N) et la polymérase virale (L).
Les protéines Gn et Gc existent à la surface du virus mature sous forme de pointes dans des rangées hautement ordonnées, chaque pointe ayant quatre hétérodimères Gn/Gc,. On pense que les interactions entre les pointes provoquent un bourgeonnement viral dans l'appareil de Golgi. Ces glycoprotéines de surface sont également responsables de la fixation du virus à sa cellule hôte cible. Les pointes Gn et Gc se fixent aux intégrines β3 (en) et aux corécepteurs à la surface de la cellule cible,.